# Sabrina Giannini
Sabrina Giannini (Cernusco sul Naviglio, 23 marzo 1965) è una giornalista, autrice televisiva e conduttrice televisiva italiana.

## Biografia
Dopo la laurea in psicologia si iscrive nel 1993 all'albo dei giornalisti.
Ha lavorato come giornalista nel programma televisivo Report sin dal 1997.
Nel 2008 ha vinto il Premio Mondello per il settore della comunicazione.
Dal 2016 è la ideatrice, regista e conduttrice del programma televisivo di inchiesta giornalistica Indovina chi viene a cena, trasmesso il giovedì su Rai3.

## Premi e riconoscimenti
- 2001 - Gran Prix Leonardo per il reportage Ipocrisia di stato - Certificato di merito Silver
- 2001 - Banff Festival (Canada) per il reportage Ipocrisia di stato - Primo premio sezione Programmi d'Informazione
- 2001 - Premio Ondas (Barcellona) per il reportage Ipocrisia di stato
- 2001 - Silver satellite tv news Festival per il reportage Ipocrisia di stato - Sezione Current Affairs
- 2004 - Premio Ilaria Alpi per il reportage Nient'altro che la verità
- 200? - Festival internazionale del Mar Nero ad Albena (Bulgaria) per il reportage Morire di pace
- 2005 - Premio Internazionale del Documentario e del Reportage Mediterraneo per il reportage Morire di pace - Menzione speciale nella categoria Gran Premio Sfide del Mediterraneo
- 2006 - Premio don Luigi Di Liegro per il reportage Re della bistecca
- 2008 - Premio letterario internazionale Mondello per il settore della comunicazione
- 2008 - Premio Golden Chest Argento per il reportage Schiavi del lusso
- 2009 - Premio Calamaio per l'innovazione dei linguaggi
- 2009 - Premio Cetacean Conservation Star per il reportage Mare nostrum
- 2015 - Premio Cubavisión per il reportage Siamo tutti oche